# جان بيار ويليم
جان بيار ويليم (بالفرنسية: Jean-Pierre Willem)‏ هو طبيب مسالك بولية وطبيب فرنسي، ولد في 24 مايو 1938 في سيدا (فرنسا) في فرنسا.